# Bathyporeia borgi
Bathyporeia borgi is een vlokreeftensoort uit de familie van de Bathyporeiidae. De wetenschappelijke naam van de soort is voor het eerst geldig gepubliceerd in 2005 door d'Udekem d'Acoz & Vader.